# Nikodem (Krotkow)
Nikodem, imię świeckie: Nikołaj Wasiliewicz Krotkow (ur. 17 listopada?/29 listopada 1868, zm. 21 sierpnia 1938) – rosyjski biskup prawosławny, nowomęczennik.

## Życiorys
Urodził się w rodzinie kapłana prawosławnego. W 1889 ukończył seminarium duchowne w Kostromie i podjął pracę nauczyciela w szkole parafialnej. W 1896 rozpoczął studia w Kijowskiej Akademii Duchownej. Jako student IV roku złożył wieczyste śluby mnisze, przyjmując imię Nikodem. Decyzję tę podjął po śmierci swojej żony i rocznej córki. W 1900 uzyskał tytuł kandydata nauk teologicznych. W 1902 otrzymał godność archimandryty i został rektorem Aleksandrowskiego misyjnego seminarium duchownego w Ardonie. Od 1905 kierował jako rektor seminarium duchownym w Pskowie.
11 listopada 1907 miała miejsce jego chirotonia na biskupa akermańskiego, wikariusza eparchii kiszyniowskiej, w której jako konsekratorzy wzięli udział biskup kiszyniowski Włodzimierz, emerytowany biskup akermański Arkadiusz, biskup nowomyrhorodzki Sergiusz oraz biskup kaniowski Innocenty. W 1911 został przeniesiony do eparchii kijowskiej jako jej wikariusz z tytułem biskupa czehryńskiego.
Po rewolucji październikowej, mimo namów metropolity kijowskiego Antoniego, nie udał się na emigrację. W 1921 objął katedrę taurydzką i symferopolską. Rok później otrzymał godność arcybiskupią. W tym samym roku został aresztowany pod zarzutem sprzeciwiania się konfiskacie majątku Rosyjskiego Kościoła Prawosławnego i przez dziesięć lat przebywał w więzieniach radzieckich (m.in. na Wyspach Sołowieckich). 10 czerwca 1932 objął zarząd eparchii kostromskiej. W okresie zarządzania przez niego eparchią miejscowe władze bolszewickie przeprowadziły zmasowane prześladowania prawosławnych, m.in. niszcząc katedralny sobór Zaśnięcia Matki Bożej w Kostromie. Arcybiskup Nikodem zdołał jedynie uratować przed zniszczeniem Fiodorowską Ikonę Matki Bożej, przechowywany w nim otoczony szczególnym kultem wizerunek. W 1936 aresztowany ponownie; w związku z tym w styczniu 1937 został przeniesiony w stan spoczynku. W toku przedłużającego się śledztwa, po wielu wyczerpujących przesłuchaniach, duchowny zmarł 21 sierpnia 1938 w więzieniu.
Kanonizowany w 2000 jako nowomęczennik.